# Župnija Grad
Župnija Grad je rimskokatoliška teritorialna župnija Dekanije Murska Sobota Škofije Murska Sobota.
Do 7. aprila 2006, ko je bila ustanovljena Škofija Murska Sobota, je bila župnija del Pomurskega naddekanata, ki je bil del Škofije Maribor.

## Sakralni objekti
- Cerkev Marijinega vnebovzetja, Grad (župnijska cerkev)
- Faričeva kapela, Vidonci
- Vukova kapela, Vidonci

## Graška pražupnija
V letu 1993 so spadali v župnijo Marije Vnebovzete tile kraji: Grad, Motovilci, Vadarci, Kruplivnik, Radovci, Kovačevci, Vidonci, Otovci in delno Dolnji Slaveči, skupaj torej 8 naselij. V 17. stoletju (1627) je obsegala graška pražupnija 19 krajev: Gornja Lendava (Grad), Vidonci, Motovilci, Pečarovci, Otovci, Kovačevci, Prosečki Dol (Prosečka vas), Poznanovci, Radovci, Kruplivnik, Gornji Slaveči, Dolnji Slaveči, Bodonci, Vadarci, Brezovci, Zenkovci, Kuzma, Dolič (Gornji in Dolnji) in Matjaševci.

## Duhovniki

### Župniki
- Štefan Maritš (?–1754)
- Mihael Čenar (1754–1740); * Dolnja Pulja (županija Šopron), o. 1730; Sveti Martin (Gradiščanska), 29. avgust 1799. Bil je dekan Őrséga in kanonik.
- Janoš Lutar (1740–1777?); * ?; † Grad, 31. december 1777?
- Franc Sukitš (1775–1796); * Martinje, o. 1744; † Gornji Petrovci 18. marec 1813.
- Štefan Ficko (1806–1820); * Vidonci, 5. junij 1780; † Sombotel, 30. januar 1823.
- Jožef Cipot (1826–1835); * Noršinci 11. oktober 1789; † Grad 15. januar 1835.
- Jakob Sabar (1835–1859)
- Vendel Ratkovič (najprej kapelan 1857–1858, potem župnik 1859–1861)
- Jožef Šiftar (1861–1887); * Petanjci, 28. februar 1826; † Grad, 24. januar 1887.
- Štefan Žemlič kapelan (1864), potem duhovnik (1887–1891)
- Štefan Kocjan kapelan (1891), zatem župnik (1892); * Sudišinci (Sodišinci), 29. oktober 1866; † Števanovci, 3. januar 1925.
- Rudolf Bednarik kapelan (1894–1897), potem župnik (1898–?); * Dobra Voda (Slovaška), 30. avgust 1867.

### Kaplani
- Franc Muraj (1730); * Bűrica (Verica–Ritkarovci), o. 1699; † Sveti Jurij, 20. september 1778.
- Mikloš Küzmič (1763) – kapelanoval v gradu.
- Šimon Čergič (1791–1796)
- Janoš Vretšitš (1804–1806); * Martijanci (Martjanci), 20. december 1773; † Turnišče 13. junij 1817.
- Mihael Mies (1811–1812); * Métnek 15. december 1785; † Martijanci, 21. september 1816.
- Matjaš Borovnjak (1812–1813); * Mladetinci (Mlajtinci), 6. november 1785; † Črenšovci 16. marec 1859.
- Jožef Košič (1814)
- Jožef Maritš (1815–1818) – *Krog, 28. februar 1792; † Tišina, 28. september 1851.
- Štefan Solar dvorni kapelan (1819–1822); * Sebeborci, 27. oktober 1789; † Nagyrákos (Őrség), 7. november 1828.
- Simon Biricz (1838–1839); * Borisfalva (županija Šopron), 3. oktober 1812; † Csém 15. oktober 1907.
- Pavel Kristaloci (1839); * Kljucarevac (Gradiščanska) 17. december 1837; † Dolnji Senik, 6. marec 1856.
- Georg Scahffer (1839–1841); * Gornji Četar (Gradiščanska), 24. april 1811; † Bocksdorf 18. marec 1874.
- Marko Kovatšitš (1841–1846); * Harasztifalu 15. april 1815; † Pásztorháza, 26. februar 1880.
- Štefan Veren (1846–1855); * Murska Sobota, 28. oktober 1818; † Pertoča, 6. marec 1891.
- Jožef Borovnjak (1854)
- Štefan Ščavničar (1855–1856); * Rakičan 10. avgust 1828; † Števanovci 15. januar 1894.
- Alojz Matjašič (Matjašec) (1859–1861); * ? 24. marec 1833; † Pertoča 15. marec 1866.
- Karlo Mentšik (1864–1865); * Beltinci, 26. december 1839; † Dolenci, 26. maj 191].
- Baltazar Vugrinčič (1865–1869); * Sveti Juraj na Bregu (Međimurje), 21. december 1842; † Črenšovci 1. maj 1917.
- Ivan Kaus (1870–1872)
- Jožef Borovnjak (1872–1876); * Martijanci (Martjanci), 2. april 1846; † Grad, 29. november 1876.
- Jožef Šapy (1877–1882); * Murska Sobota 19. september 1850; † Velika Narda, pri Sombotelu, 4. september 1918.
- Peter Kolar (1882–1885)
- Ivan Perša (1885–1887)
- Aleksander Mazalin (1887–1888); * Magyarnádalja 1. februar 1862; † Kančevci, 2. oktober 1907.
- Janoš Bagari (1888–1890); * Csesztreg, v Őrségu 1. maj 1862; † Pertoča, 28. november 1929.
- Vincenc pl. Keresztury (1890–1891); * Bakovci 18. januar 1864; Od leta 1909 župnikoval v Cankovi.
- Alajos Kalocsai (1892–1898) – resnično ime je Alojz Kous, * Murska Sobota 13. september 1864; † Incéd 18. november 1924.
- Karlo Zrinji (Zrinski) (1893–1894); * Murska Sobota, 26. september 1867; † Beltinci, 21. februar 1914.
- Endre (Andrej) Divjak (1898–1904); * Murska Sobota, 28. novembe] 1872; † Gorica, 28. maj 1904.
- Alojz Kühar (1904–1908); * Svetahovci (Satahovci), 3. julij 1873; † Gornji Petrovci, 25. december 1927.
- József Osztovics (1908–1909); * Širokani (Gradiščanska), 23. julij 1870. Župnikoval je v Ölbőju in bil je dekan Sárvára.
- Josip Čačič (1911); * Harasztifalu pri Kermendinu, 7. maj 1883; † Črenšovci, 9. marec 1933.
- Karlo Ficko (1912–1916); * Boreča, 23. junij 1886; Župnikoval v Markovcih od leta 1919.
- Franc Hauko (1916–1917 1927); * Frankovci (Rankovci), 7. februar 1890; Od septembra, leta 1931 župnikoval v Bogojini.
- Andrej Berden (1919–1923); * Bogojina, 28. november 1887; Župnikoval je v Martijancih.
- Štefan Lejko (1922–1923); * Murska Sobota, 28. november 1890; Od 1. avgusta leta 1930 deloval v Dobrovniku.
- Štefan Varga (1923–1924); * Strehovci, 26. september 1897; Od leta 1929 pastiroval v Pertoči.
- Jožef Tivadar (1930–1931); * Turnišče, 8. januar 1894; Od leta 1931 je župnik na Dolnjem Seniku.

### Duhovniki iz župnije
- Janoš Hül, * Kruplivnik, o. 1739; † Sveti Jurij, 5. avgust 1809.
- Franc Bernjak, dekan Slovenske okrogline
- János Szerényi resnično ime je Janoš Cvörnjek, * Grad, 9. marec 1815; † Števanovci, 31. marec 1869.
- Štefan Selmar
- Jožef Sakovič
- Rudolf Somer * Grad, 5. september 1894; † Pannonhalam(?)
- Matjaš Čontala, * Motovilci 13. februar 1895; † Celje, 31. avgust 1972.
- Franc Gyergyinszky, * Grad, 6. december 1895; Kapelanoval od leta 1928 v Becsehelyu (Zalska županija).
- Vilmoš Kerec, * Vidonci 15. april 1911; † Reka 12. maj 1958.
- Anton Zelko, * Kruplivnik, 7. avgust 1911; † Seget, Dalmacija 19. maj 1942.
- Vili Gumilar, * Vidonci 11. maj 1927.
- Rudolf Ficko, * Vidonci 17. april 1943.
- Jožef Gomboc, * Motovilci, 24. marec 1944.
- Viljem Kovač, * Grad 1. maj 1953.

Franc Cipot (1755–1824) tišinski župnik v Gradu je bil posvečen, tudi György Fodor duhovnik Őriszentpétra v Őrségu, Juri Küzmič dekan Őrséga in Janoš Henitš graški prešbiter, kasnije župnik v Nádasdu 13. septembra, leta 1778.